# Và đó là tất cả về anh
Và đó là tất cả về anh, hay Câu chuyện về anh là như thế (tiếng Nga: И это всё о нём) là một cuốn tiểu thuyết lãng mạn dành cho tuổi trẻ của nhà văn Vil Lipatov.

## Nội dung
Một thanh niên Yevgeny Stletov  đã thiệt mạng trong một tình huống bí ẩn trong một ngôi làng khai thác gỗ ở Siberia. Cái chết xảy ra sau khi anh ta nhảy xuống hoặc bị ném ra khỏi sân ga đường sắt chạy ở tốc độ tối đa. Nghi ngờ rơi vào Alkady Zavalzin gần đây đã được thả ra khỏi trại giam.Stolettov là một người đàn ông thông minh và phi thường, và cái chết của ông đã gây ra cho dân làng cảm thấy không thể chịu được. Thư ký tổ chức Komsomol chính của địa phương, Eugenia, đã thách thức phương pháp sắp xếp công việc được sử dụng bởi bậc thầy khai thác gỗ Gassilov. Theo tài liệu, sản lượng của mỗi người luôn ở mức cao, trong khi Eugene đã tận mắt chứng kiến những người khai thác gỗ bình tĩnh thực hiện kế hoạch khai thác gỗ mà không có sự căng thẳng. Rõ ràng, có một âm mưu với các tiêu chuẩn sản xuất, nhưng không thể nắm bắt bàn tay của chuẩn tướng mà không có giáo dục đặc biệt. Sau đó, lữ đoàn Komsomol, dẫn đầu bởi những người duy tâm Stoletov, đã công bố "cuộc đình công ngược lại" - thực hiện kế hoạch 250-300%, cho thấy rõ mức độ mà các nhiệm vụ luân phiên bị đánh giá thấp.
Stletov đã yêu con gái của Gassilov, Ludmila từ năm lớp 6, làm phức tạp thêm tình hình. Cha của Ludmila, nhận thức rõ rằng với một nhân vật thẳng thắn như vậy, người vợ sẽ gặp khó khăn trong việc tìm kiếm một công việc và thực sự cấm con gái mình liên quan đến số phận của Eugene, giải thích thuyết phục làm thế nào khó khăn để sống với anh ta. Gassilov sẽ là một lựa chọn tốt hơn để cố gắng thuyết phục con gái mình kết hôn với Ông Petukov, một người không có xung đột và nuông chiều.
Đại úy Prokhorov sau khi biết tất cả các chi tiết về những tháng cuối đời của Stoletov, được gửi từ Cục Điều tra Hình sự Khu vực đến Kedrovka và khôi phục hoàn toàn thứ tự của các sự kiện. Zawarzin và Stoletov trở về từ cùng một nền tảng. Gassilov vô tình nói với Zavalzin trước chuyến đi rằng con gái ông sẽ kết hôn với Petusov. Zawarzin đã truyền tin tức về cuộc hôn nhân của mình cho Stoletov, người đã quyết định trong tuyệt vọng để gặp Ljudemira và nhảy đến nơi anh ta không nên đến. Về mặt hình thức, một tai nạn đã xảy ra. Tuy nhiên, Prokhorov đã thu hút sự chú ý của chính quyền đảng địa phương.

## Chuyển thể
- Đó là tất cả về anh (phim truyền hình, 1977)